# Francisco Valadas
Francisco Valadas Júnior (* 2. Januar 1906; Todesdatum unbekannt) war ein portugiesischer Dressurreiter.

## Karriere
Francisco Valadas trat bei den Olympischen Sommerspielen 1948 in London im Dressurreiten an. Im Einzelwettkampf belegte er den 10. Platz. Im Mannschaftswettbewerb konnte er zusammen mit Luís Silva und Fernando Paes die Bronzemedaille gewinnen. Bei seiner zweiten Olympiateilnahme in Helsinki 1952 blieb er ohne Medaille.